# 尚明国
尚明国是1937年—1951年在安徽等地，由天门道首领刘金兰（亦作刘锦兰，原名刘香兰，别号香山，化名朱刘）为首成立的一个秘密结社政权。1951年，劉金蘭“登基坐殿”，称“真龍天子”，以当年为“尚明元年”。刘金兰于1951年3月被捕获，1953年6月23日处决于蒙城。